# Paesi Bassi ai Giochi della X Olimpiade
I Paesi Bassi parteciparono ai Giochi della X Olimpiade, svoltisi a Los Angeles, Stati Uniti, dal 30 luglio al 14 agosto 1932, con una delegazione di 45 atleti impegnati in nove discipline.

## Medagliere

### Per discipline
| Sport       | Oro | Argento | Bronzo | Totale |
| ----------- | --- | ------- | ------ | ------ |
| Ciclismo    | 1   | 1       | 0      | 2      |
| Equitazione | 1   | 1       | 0      | 2      |
| Nuoto       | 0   | 2       | 0      | 2      |
| Vela        | 0   | 1       | 0      | 1      |
| Totale      | 2   | 5       | 0      | 7      |

### Medaglie
| Medaglia | Atleta                                                            | Sport       | Evento                                       |
| -------- | ----------------------------------------------------------------- | ----------- | -------------------------------------------- |
| Oro      | Jacques van Egmond                                                | Ciclismo    | Velocità individuale                         |
| Oro      | Charles Pahud de Mortanges                                        | Equitazione | Concorso completo individuale                |
| Argento  | Jacques van Egmond                                                | Ciclismo    | Km da fermo                                  |
| Argento  | Charles Pahud de Mortanges Karel Schummelketel Aernout van Lennep | Equitazione | Concorso completo a squadre                  |
| Argento  | Willy den Ouden                                                   | Nuoto       | 100 metri stile libero femminili             |
| Argento  | Rie Vierdag Puck Oversloot Corrie Laddé Willy den Ouden           | Nuoto       | Staffetta 4x100 metri stile libero femminile |
| Argento  | Bob Maas                                                          | Vela        | Snowbird                                     |